# Paolo Salman
Paolo Salman (* 25. Januar 1886 in Damaskus, Syrien; † 1. Juli 1948) war der erste Erzbischof der Melkitischen Griechisch-Katholischen Kirche der, am 2. Mai 1932 von Papst Pius XI. gegründeten, Erzeparchie Petra und Philadelphia in Jordanien. 

## Leben
Er wurde am 20. Juli 1911 zum Priester geweiht. Seine Ernennung zum Erzbischof erhielt er am Gründungstag der Erzeparchie und am 5. Juni 1932 wurde er zum Bischof geweiht. Nach der offiziellen Amtbestätigung am 13. Mai 1933 versah er seinen erzbischöflichen Dienst bis zu seinem Tod am 1. Juli 1948. Sein Nachfolger wurde Mikhayl Assaf. 